# Pogonomys
Pogonomys (Milne-Edwards, 1877) è un genere di Roditori della famiglia dei Muridae.

## Descrizione
Al genere Pogonomys appartengono roditori di piccole dimensioni, con lunghezza della testa e del corpo tra 92 e 150 mm, la lunghezza della coda tra 135 e 254 mm e un peso fino a 128 g.

Il cranio è largo con un rostro corto e ampio, una regione intra-orbitale stretta, una scatola cranica completa ed un palato largo. La bolla timpanica è piccola e rotonda.

Sono caratterizzati dalla seguente formula dentaria:
I: {\displaystyle {\frac {1}{1}}}; C: {\displaystyle {\frac {0}{0}}}; Pm: {\displaystyle {\frac {0}{0}}}; M: {\displaystyle {\frac {3}{3}}\times 2\,=\ 16}
La pelliccia è soffice. Il genere è adattato alla vita arboricola. La coda è prensile, con la parte terminale dorsale priva di peli e di scaglie. Le scaglie non si sovrappongono ed hanno tre peli ciascuna. Le zampe sono corte e larghe. Il quinto dito è allungato, ma l'alluce non è opponibile. Le femmine hanno un paio di mammelle pettorali e due paia inguinali.

## Distribuzione
Questo genere è endemico della Nuova Guinea.

## Tassonomia
Il genere comprende 5 specie.
- Pogonomys championi
- Pogonomys fergussoniensis
- Pogonomys loriae
- Pogonomys macrourus
- Pogonomys sylvestris